# Grieben (Speck)

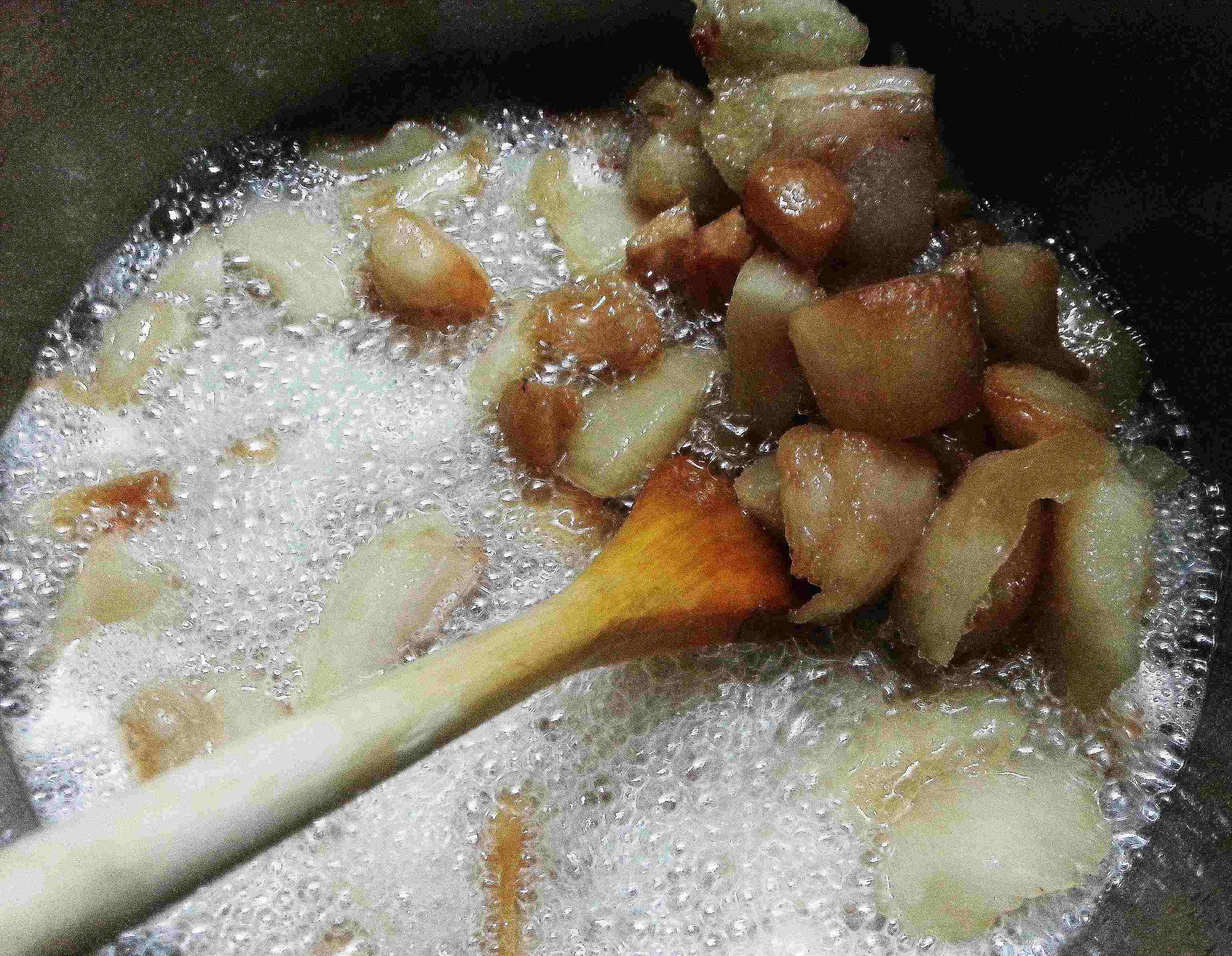
Schweinespeck während des Auslassens zu Grammeln und Schmalz

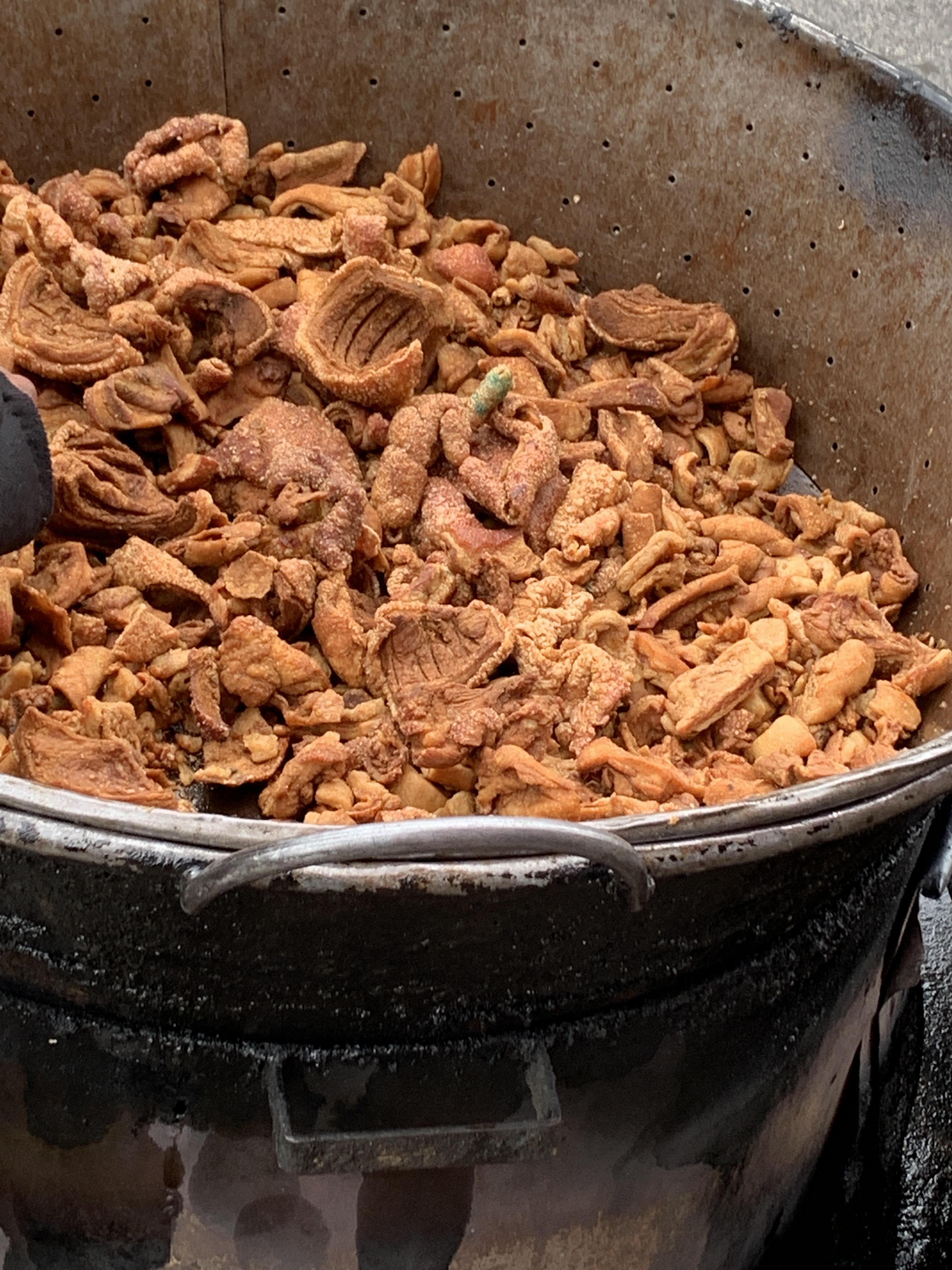
Chicharrones

Grieben sind die beim Auslassen (Erhitzen) des Fettgewebes von Schlachttieren zurückbleibenden Anteile des Bindegewebes. In Österreich, Siebenbürgen und Bayern werden sie Grammeln genannt. In Frankreich nennt man die Grieben grillons oder regional grattons, in den USA heißen sie cracklings, in Mittelamerika und der spanischen Karibik chicharrones. Im britischen Englisch wird der Begriff scratchings verwendet, wenn es sich um ein Nebenprodukt der Schmalzherstellung handelt, hingegen nennt man sie cracklings, wenn das entstandene Schmalz zusammen mit den Grieben ein Teil der Zubereitung bleibt.
Grieben fallen etwa bei der Gewinnung von Schweineschmalz aus dem Speck von Schlachtschweinen an. Des Weiteren werden, vom deutschen Wort abgeleitet, in der jüdischen Küche sogenannte Gribenes aus der Haut und Fett von Gänsen hergestellt. In Ländern, wo kein Schweinefleisch gegessen wird, werden Grieben aus Fett von Schlachtlämmern gemacht.

## Zubereitung
Für die Herstellung von Schweineschmalz wird am besten der dicke Rückenspeck verwendet, mindere Qualität erhält man aus Bauchspeck. Speckwürfel werden mit etwas Salz in einer Pfanne bei anfänglich starker Hitze ausgelassen (ausgebraten), und um ein „Anliegen“ der Grieben weitgehendst zu verhindern, wird wenig Wasser in das Gefäß gegeben. Man rührt den Inhalt ständig, aber nicht heftig, da sonst das Stützgewebe zerfasert und später bei der Klärung des Schmalzes störend ist.
In manchen österreichischen Rezepten wird Milch statt Wasser verwendet. Sobald die Speckwürfel blassgelb werden und das ausgetretene Fett klar ist, wird es abgeschöpft und die ab jetzt sogenannten Grieben oder Grammeln werden mit dem restlichen Fett erkalten gelassen (Griebenschmalz).
Beim Schweinespeck wird die Schwarte je nach Rezept drangelassen oder entfernt und separat knusprig gebraten, so gibt es weltweit verschiedene Arten von chicarrones, mal mit sehr dünner Fettschicht, mal mit dickem Speck an der Schwarte haftend.

## Verwendung
Grieben werden ausgepresst, wenn sie für Wurstwaren (z. B. Blutwurst) oder herzhaftes Gebäck sowie zum Würzen von Omeletts, Spinat, Pürees und Suppen weiterverwendet werden. Beim Griebenschmalz werden (teilweise) die ausgelassenen Grieben im Schmalz belassen. Werden sie im Laden verkauft, werden sie nicht stark ausgepresst.
Grieben werden beispielsweise in Grammelknödeln, Grammelpogatscherl, Crackling bread oder Speckkuchen verarbeitet. Die gesüßte spanische Torta de chicharrones ist mit Zitronenschale gewürzt. In Afghanistan oder dem Iran kommen Grieben vom Lammfett in Brotteig oder in Sandwiches.